# Veine cardiaque moyenne
La veine cardiaque moyenne (ou veine interventriculaire postérieure ou veine interventriculaire inférieure ou veine médiane du cœur de Henle) est une veine du cœur.
commence à l'apex du cœur. Il passe postérieurement le long du sillon interventriculaire inférieur pour se terminer au niveau du sinus coronaire près de la terminaison du sinus.

## Origine
La veine cardiaque moyenne apparait à l'apex du cœur dans le sillon interventriculaire postérieur.

## Trajet
La veine cardiaque moyenne remonte dans le sillon interventriculaire postérieur en suivant le trajet de l'artère interventriculaire postérieure.

## Terminaison
La veine cardiaque moyenne se termine en se jetant dans le sinus coronaire près de son origine.

## Zone de drainage
La veine cardiaque moyenne draine la face postérieure des deux ventricules ainsi que le septum interventriculaire.